# Forte Washington (Nova Iorque)

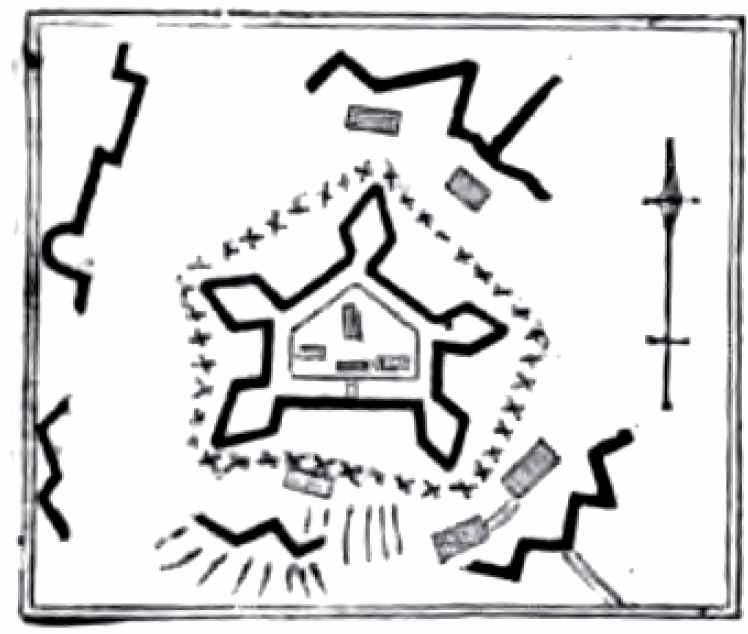
Esboço do Forte Washington tirado de um livro de 1850.

O Forte Washington (em inglês: Fort Washington) era uma posição fortificada perto do extremo norte da ilha de Manhattan, no ponto mais alto desta, junto de onde fica atualmente a vizinhança de Washington Heights.
O Fort Washington Site se encontra no Registro Nacional de Lugares Históricos.